# 太和街道 (锦州市)
太和街道，原名凌西街道，是中华人民共和国辽宁省锦州市太和区下辖的一个乡镇级行政单位。遼寧省錦州監獄位于该地南山里，2010年诺贝尔和平奖得主刘晓波曾关押于此地。

## 行政区划
太和街道下辖以下地区：
星河社区、星雅社区、凌西社区、平和社区、西宁社区、南郡社区和石化社区。